# Robin Le Normand
Robin Aimé Robert Le Normand (født 11. november 1996) er en spansk professionel fodboldspiller der spiller som forsvarsspiller for den spanske La Liga-klub Atlético Madrid og Spaniens fodboldlandshold.
Le Normand startede sin professionelle karriere i Frankrig hos Brest, hvor han spillede én kamp for førsteholdet, inden han kom til den spanske klub Real Sociedad i 2016.
Le Normand fik spansk statsborgerskab i 2023 og var en del af den spanske trup, der vandt UEFA Nations League samme år, før han også vandt Europamesterskabet i 2024.

## Karriere

### Brest
Født i Pabu, Côtes-d'Armor,Le Normand repræsenterede Brest som ungdomsspiller. Den 21. september 2013 debuterede han som seniorspiller for reserveholdet i et 1-0 nederlag på udebane mod Lannion i CFA 2.
Le Normand scorede sit første mål som seniorspiller den 19. marts 2016, hvor han scorede holdets tredje mål i en 3-3 uafgjort kamp mod Fougères. Den 15. april debuterede han som professionel spiller i et 2-1 nederlag på udebane mod Sochaux i Ligue 2.

### Real Sociedad
Den 5. juli 2016 underskrev Le Normand en toårig kontrakt med Real Sociedad, hvor han blev tildelt B-holdet i Segunda División B. Han fik en ny kontrakt i august 2018 på to år mere.
Le Normand fik sin debut for førsteholdet – og La Liga – den 26. november 2018, hvor han startede i en 2-1 hjemmesejr mod Celta Vigo. Den følgende 12. februar fornyede han sin kontrakt med Txuri-urdin indtil 2022. og blev definitivt forfremmet til hovedtruppen den 9. juni.
Efter Héctor Morenos afgang blev Le Normand en integreret del af startelleveren. Han scorede sit første La Liga-mål den 30. november 2019 og åbnede scoringen i en 4-1 hjemmesejr mod Eibar. Han blev belønnet med en kontraktforlængelse indtil 2024 den 4. juni 2020. Den 19. december scorede han i en 8-0 sejr over Tercera División-klubben Becerril i første runde af Copa del Rey; Han spillede også i 1-0-sejren over de baskiske derbyrivaler Athletic Bilbao i den COVID-forsinkede finale den 3. april 2021.
Le Normand blev valgt som månedens spiller i La Liga for oktober 2021. Den første forsvarsspiller siden Diego Godín fra Atlético Madrid i 2014. Han spillede 48 ud af 51 kampe i 2021-22, missede kun én ligakamp på grund af karantæne, og forlængede derefter sin kontrakt indtil 2026.

### Atlético Madrid
Den 27. juli 2024 annoncerede Atlético Madrid en aftale med Real Sociedad om at underskrive Le Normand.. Den 3. august blev Le Normand officielt en ny Atlético Madrid-spiller og underskrev en femårig kontrakt. Den 19. august debuterede han for klubben i en 2-2 uafgjort kamp mod Villarreal i ligaen.

## Internationale karriere
I maj 2023 gav det spanske ministerråd Le Normand spansk statsborgerskab efter at have boet i Spanien i næsten syv år, hvilket betød, at han ville være berettiget til at spille for det spanske landshold. Den 2. juni blev han inkluderet i deres 23-mands trup til UEFA Nations League. debuterede 13 dage senere i deres 2-1 semifinalesejr over Italien, hvor han startede i det centrale forsvar sammen med en anden naturaliseret franskmand, Aymeric Laporte. Den 18. juni startede han inde i finalen, da Spanien besejrede Kroatien i straffesparkskonkurrence og vandt deres første Nations League-titel.
Den 19. november 2023 scorede Le Normand sit første mål for Spanien i deres sidste UEFA Euro 2024-kvalifikationskamp – en 3-1-sejr over Georgien.
I juni 2024 blev Le Normand udtaget til Spaniens trup til UEFA Euro 2024 i Tyskland. Han startede holdets første gruppekamp, hvor han spillede hele kampen i det centrale forsvar, da Spanien slog Kroatien 3-0 på Berlins Olympiastadion. Med Spaniens sejr over England, 2-1, i finalen, blev Le Normand, sammen med resten af truppen, europamestre.

## Privatliv
Le Normands yngre bror, Théo, er også professionel fodboldspiller og debuterede for Guingamp i 2021.